# Skuggornas hus
Skuggornas hus är en svensk miniserie i regi av Mikael Håfström som sändes i SVT 1 19 mars-2 april 1996. Serien är baserad på boken 7:A och manuset skrevs av Bjarne Reuter. 

## Handling
Skuggornas hus berättar om de två lärarna Henrik och Gia, som arbetar på samma skola. Det har gått precis två år sedan damen som grundade skolan, Maria Wagner, omkom i en olyckshändelse. För att hedra henne ska Henrik och Gia ta med sig Wagners musikklass på en skolresa till Gotland, där hon växte upp. Samtidigt ska de lära eleverna om Gotlands historia.
Pemba, huset de ska bo i (delar namn med en ö i Zanzibararkipelagen), är ett väldigt gammalt hus och det sägs att mannen som lät bygga det ligger begravd i källaren. Huset innehåller en väldigt stark doft av kryddnejlikor som inte går att bli av med.
Snart börjar konstiga saker hända i det gamla huset, och det visar sig även att de båda lärarna samt alla eleverna har väldigt mycket gemensamt med människor som levde för hundra år sedan. Det går upp för dem att huset är hemsökt.

## Om serien
När SVT spelade in serien byggde man den största undervattenscenografin genom tiderna i studio och dyktankar.
Serien gavs ut på VHS och DVD 1999.

## Rollista
- Stefan Sauk - läraren Henrik
- Gunilla Röör - läraren Gia
- Jesper Salén - Mauritz
- Hanna Alström - Betty
- Emelie Rosenqvist - Vanessa
- Peter Viitanen - Alexander
- Peter Eggers- Anders
- Gustaf Skarsgård - Julius "J.B" Blumendorph
- Åke Lindman - handelsmannen
- Inga Landgré - Pembadamen
- Frej Lindqvist - Rektor Gustav Levin
- Barbro Hiort af Ornäs - Fröken Maria Wagner
- Rakel Wärmländer - Tina
- Moa Gammel - Vibe
- Jesper Dunerfeldt - Gustav
- Fredrik Alvolin - Johan
- Jonas Alvolin - Jens
- Viola Furelid - Lilla fröken Maria Wagner

### Fotnoter
1. ↑  Skuggornas hus, eftertexter.[källa från Wikidata]
2. 1 2  Skuggornas hus, eftertexter.[källa från Wikidata]
3. ↑  ”Svensk mediedatabas”. http://smdb.kb.se/catalog/search?q=%22Skuggornas+hus%22+typ%3Atv&sort=OLDEST. Läst 1 april 2011.
4. ↑  Svensk mediedatabas (se Drömfabriken)
5. ↑  ”Svensk mediedatabas”. http://smdb.kb.se/catalog/id/001422478. Läst 1 april 2011.